# Steatoda bertkaui
Steatoda bertkaui là một loài nhện trong họ Theridiidae.
Loài này thuộc chi Steatoda. Steatoda bertkaui được Tord Tamerlan Teodor Thorell miêu tả năm 1881.